# فاليريا كارافاييفا
فاليريا كارافاييفا مواليد 3 أغسطس 1993، هي لاعبة كرة يد كازاخستانية تلعب كجناح أيسر. مثلت منتخب كازاخستان لكرة اليد للسيدات.

## سجل المنافسة
شاركت في البطولات التالية:
- بطولة العالم لكرة اليد للسيدات 2015